# Ampyx
Ampyx (Grieks: Ἄμπυξ) of Ampycus (Latijn) is een figuur uit de Griekse mythologie, de zoon van de bloemengodin Chloris en de westenwind Zephyros. Hij was de broer van de ziener Mopsus en Carpus. Volgens sommige mythen was Ampyx de vader van Mopsus. 

## Gerelateerde onderwerpen
- Chloris
- Lijst van Griekse goden